# Aaron Hart
Aaron Philip Hart (hebreo: משה אורי בן יחזקאל, 16 de agosto de 1724 – 28 de diciembre de 1800) fue un hombre de negocios en el Bajo Canadá y uno de los primeros judíos en establecerse en la colonia. Se le considera el padre de la comunidad judía de Canadá. Hart fue uno de los miembros fundadores de la Sinagoga española y portuguesa de Montreal (Shearith Israel), un hombre pudiente con numerosos latifundios, hombre casado y padre de cuatro hijos, incluido el futuro político Ezekiel Hart, y cuatro hijas.

## Biografía

### Primeros años
Aaron nació el 16 de agosto de 1724 en Londres, Inglaterra, hijo de Yehezkel (Ezekiel) y Judah Hirsh, inmigrantes procedentes de Baviera (quienes más tarde cambiaron su apellido por el de Hart, la versión inglesa de su nombre).